# Pagny-sur-Moselle
Pagny-sur-Moselle är en kommun i departementet Meurthe-et-Moselle i regionen Grand Est (tidigare regionen Lorraine) i nordöstra Frankrike. Kommunen ligger i kantonen Dieulouard som tillhör arrondissementet Nancy. År 2022 hade Pagny-sur-Moselle 3 953 invånare.

## Befolkningsutveckling
Antalet invånare i kommunen Pagny-sur-Moselle
| Referens: INSEE |